# Качинская степная дума
Качинская степная дума — хакасская степная дума, орган самоуправления качинцев, кочевавших по нижнему течению рек Енисея, Абакана, по рекам Уйбат и Белого Июса Минусинского уезда Енисейской губернии. Существовала в 1823—1854 годах. Местонахождение Думы было в селе Усть-Абаканское.
В её ведение входили административные роды:
- Шалошина I половины,
- Шалошина II половины,
- Тубинский,
- Кубанов,
- Татаров,
- Мунгатов,
- Абалтаевский,
- Татышев,
- Абалаков,
- Тинский,
- Астынский.

Упразднена в 1854 году, вместо неё образованы Абаканская и Июсская инородческие управы.